# La Maison de Matriona (nouvelle)
La Maison de Matriona (en russe : Матрёнин двор, Matrenin dvor) est un roman court d’Alexandre Soljenitsyne écrit en 1959 et publié dans la revue russe Novy Mir en 1963. 

## Résumé
Pendant l’été 1953, Ignatitch arrive à la gare de Torfprodoukt, il vient de passer une petite dizaine d’années dans un camp du Goulag en Asie centrale. Libéré, il demande à être nommé professeur de mathématiques dans les profondeurs de la Russie.
Torfprodoukt est une ville nouvelle sans aucun charme. Pour le logement, on lui indique le village de Talnavo. 
Une vieille femme, Matriona Vassilievna, accepte de lui louer une chambre. L’isba misérable est pourvue de peu de mobilier : un poêle hollandais, une table, une chaise. Elle est également le refuge d'un chat et d'une myriade de cafards et de souris. Matriona, ancienne ouvrière du kolkhoze à la retraite, ne touche pas encore sa retraite à cause de complexités administratives. Pour survivre, elle cultive des pommes de terre et va voler de la tourbe à l’entreprise d’État voisine pour se chauffer l’hiver. Matriona est généreuse et prompte à rendre service, c'est elle que les habitants de Talnovo sollicitent quand ils ont trop de travail, sans jamais la payer.
Une relation de confiance naît entre Ignatitch et Matriona. Il lui parle de la prison, elle lui raconte sa vie. Elle devait épouser initialement son beau-frère actuel Faddeï, mais la Première Guerre mondiale est arrivée, il a été fait prisonnier et après l’avoir attendu trois ans, elle s’est mariée avec le frère de Faddeï, Efime. Ils ont eu six enfants, qui sont tous morts en bas âge.
Le drame va se nouer quand Faddeï demande à Matriona de donner à sa fille Kira la chambre construite séparément de son isba. Le démontage de la chambre est mené avec succès par Faddeï, toutes les planches et rondins sont placés dans deux traîneaux tirés par un tracteur dont le chauffeur doit être rentré avant l’aube : il n’a pas l’autorisation de l’emprunter. Lors de la traversée du passage à niveau, le câble casse, deux locomotives en marche arrière et sans feu surgissent, et Matriona, son neveu ainsi que le conducteur du traineau sont tués sur le coup. Le mari de Kira est arrêté.
Les possessions de Matriona font ensuite l'objet de toutes les convoitises. L'auteur comprend que tous dans le village méprisaient Matriona car elle n'a pas su accumuler de biens pendant sa vie.

## Extraits
- « L'été 1956, quittant un désert torride et poussiéreux, je rentrai sans destination précise... en Russie. Je n'étais attendu ni invité en aucun point du territoire russe : mon retour avait traîné dix bonnes petites années... Je n'avais qu'un désir, m'installer dans la Russie moyenne, loin de la canicule, dans le grondement feuillu de la forêt Je voulais me glisser  et me perdre dans la Russie des profondeurs, si tant est qu'une telle Russie existât, vécût quelque part[1]. »
- « Tourfprodukt ? Pauvre Tourgueniev qui ne se doutait pas qu'on pouvait fabriquer des noms comme celui-là en russe[2] ! »
- « Elle n’avait rien amassé pour l’heure de sa mort. Une chèvre d’un blanc pisseux, un chat éclopé, des ficus. Tous nous avions vécu auprès d’elle sans comprendre qu’elle était le juste du proverbe sans lequel il n’est village qui tienne. Ni ville. Ni notre terre entière. »

## Personnages
- Matriona Vassiliévna, la soixantaine, veuve, a perdu ses six enfants en bas âge.
- Ignatitch, le narrateur, vient d’être libéré des camps, professeur de mathématiques.
- Macha, une amie de Matriona
- Kira, fille de Faddeï que Matriona a élevée dix ans chez elle.
- Efime Anton, mari de Matriona, mort au début de la guerre de 1941-1945
- Faddeï Mironovitch Anton, soixante-cinq ans, beau-frère de Matriona, il bat sa femme tous les jours.
- Grigoriev Anton, élève d’Ignatitch, dernier fils de Faddeï, cancre.

## Édition française
La Maison de Matriona a été publiée en France dans la revue Les Temps modernes (mars 1963, n° 202), puis chez Julliard en 1965.
- Alexandre Soljenitsyne (trad. du russe par Léon et Andrée Robel, Lucile Nivat), Œuvres complètes : version définitive, t. 2 : Le Pavillon des cancéreux et autres récits, Paris, Fayard, 1982, 704 p. (ISBN 2-213-01205-9), « La Maison de Matriona »